# 門脇舞以
門脇 舞以（かどわき まい、1980年9月8日 - ）は、日本の女性声優、歌手。フリー、スチール・ウッド・ガーデン（業務提携）。
東京都練馬区出身。旧芸名は門脇 舞（読みは同じ）。

## 来歴
元々夢や目標は明確ではなく、高校で進路を選ぶ段階で初めて意識した。絵を描くことが好きだったため、初めはクリエイターとしての道を考えていたが、職業としての声優やその魅力を知り、美術大学に進学しながら声優の専門学校に通うようになる。
1999年
- 3月、『KiraKira☆メロディ学園』のオーディションに合格。2000年3月に転校という形で脱退するまで、第1期生として同学園で活動していたが、作品的出演は特になし（その他のメンバーにはいのくちゆか・浅野真澄・榊原ゆい・徳永愛・桑門そらなどが挙げられる）。

2000年
- 7月23日、『東京キャラクターショー』で、ブロッコリーが開催した『プリズムパレット』の声優を決定する公開オーディションで準グランプリを獲得[5]。なお、その時のグランプリは新谷良子。

2001年
- 経理のアルバイトをしていたTWOFIVE[10]の預かりタレント部へ見習い声優として在籍。
- 9月20日、『プリズムパレット』発売。

2002年
- 10月、『陸上防衛隊まおちゃん』のゲスト役で初のアニメ出演を果たす。

2003年
- 4月1日付けでぷろだくしょんバオバブ[11]に移籍[12]。同時期に2001年11月に特待生として入学したアミューズメントメディア総合学院東京校の声優タレント学科（夜間・日曜）コース[6][13]を修了[14][15]。バオバブ移籍後もTWOFIVEからシングルやアルバムをリリースするなど、関係は続いている。
- 7月より放送された『ぽぽたん』が初のアニメレギュラー作品となる。
- パーソナリティを務めた『RADIOアニメロミックス』でコンビを組んだ福圓美里とTAMAGOというユニットを結成し、活動していた[1]。

2007年
- 1月1日付けで、ぷろだくしょんバオバブからカレイドスコープ[16][17]へ移籍した。その後もTWOFIVE主催でのバースデイイベントなどが行われている。
- 1月21日付けで、芸名を門脇舞から門脇舞以に改名することを公式サイトで公表した[18][19]。読み方は変わらないものの、英語と愛称の表記はMai KadowakiからMaii Kadowaki、舞太からマイタに変わっている[20][21]。

2013年
- 2月26日、ブログにて2012年から婚約していた人物[22]と婚姻したを発表した[23]。
- 8月5日、妊娠を発表[24]。
- 12月1日、公式ブログにて第一子出産を報告[25]。

2015年
- 4月、これまで所属していたカレイドスコープを離れフリーとなるが、カレイドスコープと業務提携を結んではいる[26]。

2017年
- 2月24日、ブログにて第二子出産を報告[27]。

2018年
- 6月、スチール・ウッド・ガーデンと業務提携を結ぶ[28]。
- 11月18日、ブログにてひとり親になったと[29]報告。

## 人物
音域はB-B。
様々なキャラを演じる時に心掛けていることについては、心も身体も健康であることだという。無口なキャラの役だったら口数が少なくなり、友人がいるキャラだったらその友人のことが好きになったりと、役に引っ張られやすいという。作り手へのリスペクトが凄くあるため、演じる時はディレクションの言葉に全部染まっていく感じだという。「どんな作品を作ろうとされているのか」を凄く意識しているため、文章の感じや絵を見て色々なことを考えて収録に臨んだとしても、自分のアイデアを通すのではなく、ディレクションのままに演じることを最優先に心がけているという。
もし声優ではなかったら進路を考え出していた頃に「なりたい」と思っていたことがあるのは、伝統工芸士と保育士。伝統工芸については、器作りや染め物をしてみたかったという。「やっぱり絵を描けたらいいな」とも思っていたが、実際にどうすればいいのかはわからなかった。その時に学校にあった資料で調べてみてもわからなかったため、「絵を描く仕事に就くには、マンガの賞を取るしかない」という考えしか思い浮かばなかった。声優を目指す前に自分の声については、特に人から言われていたことはなかったという。
「眼鏡っ娘声優」として知られているが、小学校時代にゲームボーイで『サガシリーズ』に夢中になりプレイしたことで視力が落ちたからだという。
趣味は歌ってみた制作、ゲーム等のYouTube、バドミントン。特技はASMRドラマ収録、イラスト業、作詞業。
資格は書道2級。
兄が3人いる。

## 出演
太字はメインキャラクター。

### テレビアニメ
2002年
- 陸上防衛隊まおちゃん（熊エイリアン）

2003年
- D・N・ANGEL（石井真理）
- ぽぽたん（メアー）
- R.O.D -THE TV-（子供B）

2004年
- この醜くも美しい世界（吉田まゆ）
- tactics（朱雀院舞）
- 月詠 -MOON PHASE-（御堂光）
- 花右京メイド隊 La Verite（まろん）
- 双恋（白鐘双樹）

2005年
- アガサ・クリスティーの名探偵ポワロとマープル（レオニー）
- あたしンち（岡崎、おりん、女性）
- あまえないでよっ!!（少女）
- 奥さまは魔法少女（森野深雪、赤坂勉、シャネ、さえ）
- ガラスの仮面（草木広子）
- クレヨンしんちゃん（かな）
- 地獄少女（2005年 - 2006年、品川、野々原郁恵） - 2シリーズ
- それゆけ! 外道乙女隊（北華妹香、門脇舞〈本人役〉）
- ドラえもん（テレビ朝日版第2期）（野比のび太〈幼少時〉、女の子B、月形まる代）
- ぱにぽにだっしゅ!（ベホイミ）
- フタコイ オルタナティブ（白鐘双樹）
- BLOOD+（金城香里、ミン、ハヴィア）
- 魔法先生ネギま!（2005年 - 2007年、葉加瀬聡美） - 2シリーズ
- らいむいろ流奇譚X CROSS〜恋、教ヘテクダサイ。〜（島つむぎ）

2006年
- 桜蘭高校ホスト部（神城雛）
- Gift 〜ギフト〜 eternal rainbow（菊池美穂）
- Canvas2 〜虹色のスケッチ〜（バスケ部員）
- 砂沙美☆魔法少女クラブ（衣斗紀）
- 涼宮ハルヒの憂鬱（榎本美夕紀）
- ゼーガペイン（リチェルカ）
- タクティカルロア（エステレーラ・ジャルディンマール）
- ときめきメモリアル Only Love（ひよこっこ、針縫由布子、璃都）
- TOKKO 特公（美香江）
- びんちょうタン（ちくタン）
- Fate/stay night（イリヤスフィール・フォン・アインツベルン）
- メルヘヴン（フラット・ツェー）
- 夢使い（ナオ）
- LEMON ANGEL PROJECT（渚砂みる）
- 錬金3級 まじかる?ぽか〜ん（ミユキ）

2007年
- 一騎当千 シリーズ（2007年 - 2010年、諸葛亮孔明） - 3シリーズ
- キスダム -ENGAGE planet-（ライラ）
- ご愁傷さま二ノ宮くん（月村真由）
- こどものじかん（宇佐美々）
- スカルマン（子供）
- ZOMBIE-LOAN（赤月桃佳）
- ドージンワーク（マミタス）
- MOONLIGHT MILE（レイチェル） - 2シリーズ

2008年
- かのこん（七々尾蓮）
- しゅごキャラ!!どきっ（平野こよみ）
- 純情ロマンチカ2（メイド）
- ストライクウィッチーズ（2008年 - 2020年、サーニャ・V・リトヴャク） - 3シリーズ

2010年
- アマガミSS（2010年 - 2012年、上崎裡沙、田中恵子） - 2シリーズ
- 祝福のカンパネラ（ミネット）

2011年
- IS 〈インフィニット・ストラトス〉（2011年 - 2013年、のほほんさん / 布仏本音） - 2シリーズ
- Fate/Zero（イリヤスフィール・フォン・アインツベルン）
- 星空へ架かる橋（藤堂かさね）

2012年
- 恋と選挙とチョコレート（青海衣更）
- 戦国コレクション（真緒）
- めだかボックス（阿蘇短冊）

2013年
- Fate/kaleid liner プリズマ☆イリヤ（2013年 - 2016年、イリヤスフィール・フォン・アインツベルン） - 4シリーズ
- 幻影ヲ駆ケル太陽（太陽あかり）

2014年
- ガールフレンド（仮）（桐山優月）
- Fate/stay night [Unlimited Blade Works]（イリヤスフィール・フォン・アインツベルン）
- 人生相談テレビアニメーション「人生」（水元美久）

2016年
- ブレイブウィッチーズ（サーニャ・V・リトヴャク）

2017年
- セイレン（吉田麻子）
- UQ HOLDER! 〜魔法先生ネギま!2〜（葉加瀬聡美）

2019年
- ストライクウィッチーズ 501部隊発進しますっ!（2019年 - 2021年、サーニャ・V・リトヴャク） - 2シリーズ

2020年
- へんたつ（猫）
- 超普通都市カシワ伝説R（ついなちゃん）
- ぐらぶるっ!（マキラ）
- ストライクウィッチーズ ROAD to BERLIN（サーニャ・V・リトヴャク）

2022年
- 真・一騎当千（諸葛亮孔明）
- 連盟空軍航空魔法音楽隊ルミナスウィッチーズ（サーニャ・V・リトヴャク）
- へんたつ大晦日特技編（猫）

2023年
- NieR:Automata Ver1.1a（2023年 - 2024年、エミール） - 2シリーズ
- レヱル・ロマネスク2（れいな）

### 劇場アニメ
2010年
- 劇場版 Fate/stay night UNLIMITED BLADE WORKS（イリヤスフィール・フォン・アインツベルン）

2011年
- 劇場版 魔法先生ネギま! ANIME FINAL（葉加瀬聡美）

2012年
- ストライクウィッチーズ 劇場版（サーニャ・V・リトヴャク）

2016年
- ゼーガペインADP（リチェルカ）
- Fate/ゼロカフェ（イリヤスフィール・フォン・アインツベルン）

2017年
- 劇場版 Fate/kaleid liner プリズマ☆イリヤ（2017年 - 2021年、イリヤスフィール・フォン・アインツベルン） - 2作品
- 劇場版 Fate/stay night [Heaven's Feel] I - III（2017年 - 2020年、イリヤスフィール・フォン・アインツベルン） - 3部作

2019年
- ストライクウィッチーズ 劇場版 501部隊発進しますっ!（サーニャ・V・リトヴャク）

2024年
- ゼーガペインSTA（リチェルカ）

### OVA
時期不明
- くりいむレモン New Generation（八重）

2003年
- エイケン エイケンヴより愛をこめて（諸岡京子）

2004年
- くじびきアンバランス（蚊緒梨、ゴーレム）※「げんしけんボックス2」特典OVA

2005年
- I"s Pure（磯崎泉）
- きらめき☆プロジェクト（2005年 - 2006年、カナ）
- それいけ!アンパンマン 勇気りんりん! みんなの1にち（サルちゃん）
- 白い犬のジェイク（ぬいぐるみの子犬、月の子ども）
- 円盤皇女ワるきゅーレ（2005年 - 2006年、ファム） - 2シリーズ

2006年
- アンパンマンとはじめよう! わかるかな いろ・かたち（白オバケ）
- 今日の5の2（小泉チカ）
- ネギま!? 春・夏（葉加瀬聡美）

2007年
- こどものじかん やすみじかん「やすみじかん〜あなたがわたしにくれたもの〜」（宇佐美々）

2008年
- こどものじかん コミックス第5巻特別限定版付属DVD（宇佐美々）
- 絶対衝激 〜PLATONIC HEART〜（末広忍）※ピクチャードラマ
- 魔法先生ネギま! 〜白き翼 ALA ALBA〜（葉加瀬聡美）

2009年
- かのこん 〜真夏の大謝肉祭〜（七々尾蓮）
- 琴浦さん漫画（琴浦春香）（マンガ★ライブ 2009 AUTUMN）
- こどものじかん 2学期（宇佐美々）
- 魔法先生ネギま! 〜もうひとつの世界〜（葉加瀬聡美）

2011年
- カーニバル・ファンタズム（イリヤスフィール・フォン・アインツベルン）
- 祝福のカンパネラ OVA（ミネット）
- 星空へ架かる橋 OVAスペシャル（藤堂かさね）

2012年
- 一騎当千 集鍔闘士血風録（諸葛亮孔明）

2013年
- Vassalord.（マリー）※コミックス7巻OVA付き限定版

2014年
- Fate/kaleid liner プリズマ☆イリヤ（2014年 - 2019年、イリヤスフィール・フォン・アインツベルン） - 原作第4部コミックス第4・6巻オリジナルアニメ付きBD限定版、OVA『プリズマ☆ファンタズム』

2015年
- 一騎当千 Extravaganza Epoch（諸葛亮孔明）
- ストライクウィッチーズ Operation Victory Arrow vol.3 アルンヘムの橋（サーニャ・V・リトヴャク）

2017年
- ブレイブウィッチーズ ペテルブルグ大戦略 （サーニャ・V・リトヴャク）

2019年
- 一騎当千 Western Wolves（諸葛亮孔明）

2021年
- Fate/Grand Carnival（シトナイ）

### Webアニメ
2000年代
- ペンギン娘♥はぁと（2008年、マリー・チュパカブラ・W・ホワイトベア）

2010年代
- 衛宮さんちの今日のごはん（2018年、イリヤスフィール・フォン・アインツベルン）
- へんたつ（2018年、猫）
- 不動明王小呪（2019年、ついなちゃん〈特別出演〉）

2020年代
- はるの文通日誌（2020年、はる）
- 劇場版 Fate/kaleid liner プリズマ☆イリヤ Licht 名前の無い少女 スペシャルミニアニメ（2021年、イリヤスフィール・フォン・アインツベルン）
- こねこの配達員 うーにゃん（2022年、カルパ）
- Fate/Grand Order 藤丸立香はわからない（2023年、シトナイ）

### ゲーム
2001年
- Prism Palette（朝霧藍子）

2002年
- BITTERSWEET FOOLS（ユーン）
- ロマンスは剣の輝きII 銀の虹をさがして（ロビン）

2003年
- カンブリアンQTS 〜化石になっても〜（オパビン）
- True Love Story Summer Days, and yet...（隠れ子）

2004年
- グラップルガイア（ニーナ）
- 双恋 -フタコイ-（白鐘双樹）
- プリンセスメーカー（スプリング・ウィンド、カルナ・ボーン、ドミノ・カーナ）
- プリンセスメーカー2（マルシア・シェアウェア、アイスボール、妖精、フィオリナ）

2005年
- ふしぎの海のナディア Inherit the Bluewater（ソフィア・ロックヘルド）
- 双恋島〜恋と水着のサバイバル〜（白鐘双樹）
- フタコイオルタナティブ 恋と少女とマシンガン（白鐘双樹）
- プリンセスコンチェルト（シーリア）
- 魔法先生ネギま! シリーズ（2005年 - 2007年、葉加瀬聡美、佐倉愛衣） - 8作品

2006年
- I"s Pure（磯崎泉）
- THE どこでも推理〜IT探偵：全68の事件簿〜（ミス・マーブル、女子中学生、南ちゃん）
- ZEGAPAIN XOR（リチェルカ）
- TANK BEAT（ナイシア・ジョジーマー）
- テイルズ オブ ザ テンペスト（ルビア・ナトウィック）
- FESTA!! -HYPER GIRLS PARTY-（黒田七海）
- 武装神姫（侍型MMS 紅緒）
- BLOOD+ 双翼のバトル輪舞曲（鈴森繭）
- BLOOD+ ファイナルピース（金城香里）

2007年
- 一騎当千 Shining Dragon（諸葛亮孔明）
- Que 〜エンシェントリーフの妖精〜（白詰草）
- 神曲奏界ポリフォニカ Memories White（ナノポニート・リュシオル）
- 天元突破グレンラガン（ティトリー）
- びんちょうタン しあわせ暦（ちくタン）
- Fate シリーズ（2007年 - 2014年、イリヤスフィール・フォン・アインツベルン / セレブルマ） - 8作品
- プリンセスメーカー5（葦名さより）

2008年
- 一騎当千 Eloquent Fist（諸葛亮孔明）
- 一騎当千 パチスロ（諸葛亮孔明）
- かのこん えすいー（七々尾蓮）
- クロスエッジ（ウィム、ヴィヴィ）
- PRISM ARK -AWAKE-（ルーア）
- マナケミア2 〜おちた学園と錬金術士たち〜（ウィム）

2009年
- アトリエシリーズ（2009年 - 2025年、ロロナ〈ロロライナ・フリクセル〉） - 11作品
- アマガミ（上崎裡沙、田中恵子）
- ストライクウィッチーズ -蒼空の電撃戦 新隊長 奮闘する!-（サーニャ・V・リトヴャク）
- テイルズ オブ ザ ワールド レディアント マイソロジー2（ルビア・ナトウィック）
- Million knights Vermilion（のぶ子）

2010年
- 祝福のカンパネラ Portable（ミネット）
- ストライクウィッチーズ -あなたとできること A Little Peaceful Days-（サーニャ・V・リトヴャク）
- ストライクウィッチーズ 白銀の翼（サーニャ・V・リトヴャク）
- ストライクウィッチーズ2 いやす・なおす・ぷにぷにする（サーニャ・V・リトヴャク）
- ニーア・レプリカント（エミール）

2011年
- 涼宮ハルヒの追想（榎本美夕紀）
- テイルズ オブ ザ ワールド レディアント マイソロジー3（ルビア・ナトウィック）

2012年
- ガールフレンド（仮）（2012年 - 2022年、桐山優月）
- 恋と選挙とチョコレート PORTABLE（青海衣更）
- テイルズ オブ ザ ヒーローズ ツインブレイヴ（ルビア・ナトウィック）
- ファンタシースターオンライン2（マールー）
- 嫁コレ（青海衣更、太陽あかり、イリヤスフィール・フォン・アインツベルン）
- ねんどろいど じぇねれ〜しょん（イリヤ）

2013年
- コンセプションII 七星の導きとマズルの悪夢（トーリ）
- 神撃のバハムート（メイ、エリカ、ミミ、オーツー）
- テイルズ オブ ハーツR（アン）
- ファンタジスタドール ガールズロワイヤル（マゾーン）
- 1/2 summer+（久遠寺澄空）

2014年
- ウチの姫さまがいちばんカワイイ（司書姫 ルーミィ・ポワン）
- かんぱに☆ガールズ（2014年 - 2021年、エリエ・レル、レオナ・ド・リール、チカ・ミツルギ、レン・アーデルング、カレナ・ストレーム、カミユ・プラムレイ 他）
- テイルズ オブ アスタリア（ルビア・ナトウィック）
- テイルズ オブ ザ ワールド レーヴ ユナイティア（ルビア・ナトウィック）
- 闘神都市（咲夜）
- ものべの -pure smile-（沢井夏葉）

2015年
- アルカディアの蒼き巫女（ルチカ）
- 乖離性ミリオンアーサー（イリヤスフィール・フォン・アインツベルン）
- ストライクウィッチーズ 軌跡の輪舞曲（サーニャ・V・リトヴャク）
- 東亰ザナドゥ（レム）
- ひめため! 〜騎士団のお宝探索記〜（ルチル姫）
- メイQノ地下ニ死ス（マキ）
- LORD of VERMILION Re:3（実験兵器7号）

2016年
- アンジュ・ヴィエルジュ〜ガールズバトル〜（2016年 - 2019年、エウレカ、マコロン・マリネール、イリヤ）
- エミル・クロニクル・オンライン（バステト・ロア、バステト・アナザー）
- グランブルーファンタジー（2016年 - 2024年、マキラ）
- グリモア〜私立グリモワール魔法学園〜（イリヤスフィール、ロロナ）
- Shadowverse（2016年 - 2023年、ベビーエルフ・メイ、ルーキーアルケミスト、ネクロエレメンタラー、ラビットヒーラー、イリヤスフィール 他）
- 将棋RPG つめつめロード（ときん丸）
- ストライクウィッチーズ 軌跡の輪舞曲 Blitz（サーニャ・V・リトヴャク）
- チェインクロニクル（ロロナ）
- 東亰ザナドゥ eX+（レム）
- ファントム オブ キル（イリヤスフィール・フォン・アインツベルン）
- Fate/Grand Order（2016年 - 2021年、イリヤスフィール・フォン・アインツベルン、シトナイ） - 2作品

2017年
- IS 〈インフィニット・ストラトス〉 アーキタイプ・ブレイカー（布仏本音）
- ヴァルキリーコネクト（天照神アマテラス、大鎌使いミア、不死姫ゾディ、イリヤスフィール）
- SINoALICE -シノアリス-（エミール）
- 真・女神転生 DEEP STRANGE JOURNEY（デメテル）
- 誰ガ為のアルケミスト（イリヤスフィール）
- 12オーディンズ（ロロナ）
- NieR:Automata（エミール）
- ファンタシースターオンライン2 es（2017年 - 2021年、アンブラステッキ、マールー、バイオレードル、ヤスミノコフ9000M、ターンヘッド）
- 魔神少女 エピソード3 -勇者と愚者-（マティ）

2018年
- ファイアーエムブレム ヒーローズ（2018年 - 2025年、ミルラ、イシュタル）
- まいてつ -pure station-（れいな）
- 放置少女〜百花繚乱の萌姫たち〜（諸葛亮孔明）
- ブラウンダスト（セイル）
- 共闘ことばRPG コトダマン（2018年 - 2024年、ダイヤの剣、シタッテル秘メ、クシナダヒめえ、モレア、ユキダオレンジ、マリンアントネット、ウララカ、書龍・ヴリトライト 他）

2019年
- テイルズ オブ ザ レイズ（2019年 - 2021年、ルビア・ナトウィック）
- 食用系少女2：美食内戦（クミ)
- 100% Orenge Juece（スミカ）
- アークオーダー（ヘル、セクメト）
- 剣が刻（琉湖、蛭子神）
- ゴシックは魔法乙女〜さっさと契約しなさい!〜（エミール）
- 〈物語〉シリーズ ぷくぷく（イリヤスフィール）
- オルタンシア・サーガ（2019年 - 2021年、オルタンス）
- 天華百剣 -斬-（イリヤ）
- 戦国アスカZERO（イリヤ）
- パズル&ドラゴンズ（イリヤスフィール）

2020年
- 一騎当千 エクストラバースト（諸葛亮孔明）
- メガミヒストリア（マルコポーロ）
- ワールドウィッチーズ UNITED FRONT（サーニャ・V・リトヴャク）
- CODE：SEED -星火ノ唄-（ローマ双子、今川義元）
- 伝説対決 -Arena of Valor-（イーシャ）
- キングダムオブヒーローズ（アリー&アラン）

2021年
- ブラック・サージナイト（Z3）
- ツユチル・レター ～海と栞に雨音を～（湊汐里）
- 武装神姫バトルコンダクター（侍型 紅緒）
- NieR Replicant ver.1.22474487139...（エミール）
- NieR Re [in] carnation（エミール）
- ボーダーブレイク（ダブちゃん）
- クラッシュフィーバー（2021年 - 2022年、イリヤ）
- 黒騎士と白の魔王（イリヤ）

2022年
- ヴェルヴェット・コード（吹雪、ヴィットリオ・ヴェネト、ヴェスタル）
- POKER SOUL（夢愛）
- アサルトリリィ Last Bullet（イリヤスフィール・フォン・アインツベルン）

2023年
- 原神（ヨォーヨ）
- ドラゴンクエストX オンライン（プクラス）
- 雀魂（イリヤ）
- グランドサマナーズ（2023年 - 2024年、イリヤ）
- 逆転オセロニア（メドゥーサ）
- クラッシュフィーバー（イリヤ）
- 東方LostWord（河城にとり、比那名居天子、フランドール・スカーレット）
- ヴァルキリーコネクト（イリヤ）

2024年
- スカイフォートレス‐オデッセイ（フレイア）
- OCTOPATH TRAVELER 大陸の覇者（エミール）
- 超次元彼女:神姫放置の幻想楽園（イリヤスフィール）

### ドラマCD
2002年
- ドラマCD 暴れん坊プリンセス
- 美少女探偵ミラクル☆スイーツ（渋井まっちゃ）

2003年
- 美少女探偵ミラクル☆スウィーツ「おかしな大作戦」
- ブラザー戦隊あっぷるず 〜ゆーやんを救え！〜（マイ隊員）
- ブラザー戦隊あっぷるず2 〜バルナー降臨〜

2004年
- ドラマCD ぎゃるかん（遠山亜季） - 「とらのあな」ポイント交換用景品
- 熱風海陸ブシロード Tales of Times Now Past（タカハタ＝ユズハ）
- ブラザー戦隊あっぷるず3 萌えよオクサマROBO〜Enter The Mocchie〜

2005年
- 聴けば痩せるCD（大江藤円） - 『萌えるダイエット』付録CD

2006年
- ぷちはうんど（テイル＝メルル）
- 魔法先生ネギま! ドラマCD Vol.3（葉加瀬聡美）
- 魔法の海兵隊員ぴくせる☆まりたん 集中ドリル かいへい2ねんせいよう（じえいたん）
- LITTLEWITCH ROMANESQUE〜eternus〜（ティエ）

2007年
- 江ノ島ベイビィ（吉野拓海）
- サナリカ おはなしCD（神前サナ）
- シュラキ ORIGINAL DRAMA CD（モニカドレッド・オリヴィエ）
- テイルズ オブ ザ テンペスト（ルビア・ナトウィック）
- ドラマCD&ビジュアルブック まりたんと話そう！ F・●・C・K（じえいたん）
- ドラマCD 蟲と眼球とテディベア（夢怪獣）
- Vassalord. ChapterI（マリー）
- B型H系（宮野まゆ）
- ぷれい☆ステーショナリー ドラマCD VOL.2（はらら）
- ヤングガンガン ブック・イン・CD WORKING!! VOL.1 - 3（2007年 - 2009年、種島ぽぷら）

2008年
- かのこん〜今日は記念日?ちずると耕太の初デート〜（七々尾蓮）
- Sound Drama Fate/Zero Vol.1 -第四次聖杯戦争秘話-（イリヤスフィール・フォン・アインツベルン）
- サナリカ おはなしCD ふたつめ（神前サナ）
- ソーダ屋のソーダさん。（早田なつめ） - 単行本第1巻限定版付属ドラマCD
- NEEDLESS 青春！ブラックスポット学園！（ディスク） - 単行本第7巻特装版付属ドラマCD
- プリズム・アーク れいんぼ〜☆ドラマCD2「プリズム学芸会スペシャル 新説？プリズム・アーク！」（ルーア）
- 魔法先生ネギま! 〜白き翼 ALA ALBA〜言っておきたい事がある！（葉加瀬聡美）

2009年
- 魂☆姫（四方堂マナ）

2010年
- どみなのド!（実輪彩子） - 『チャンピオンRED』2010年1月号付録ドラマCD

2011年
- ニーア・レプリカント ドラマCD ウシナワレタソラトアカイソラ（エミール）

2014年
- てんしんらん漫！（佐倉マリア） - 単行本付属ドラマCD

2018年
- 鬼っ子ハンターついなちゃん 金長神社公認ボイスドラマCD「金長神社を救え！当世・阿波狸合戦!!の巻」（ついなちゃん） - 金長神社他イベント配布ドラマCD
- ストック∞（大石千夏）

2019年
- 鬼っ子ハンターついなちゃん 小山芳姫公認ボイスドラマCD「ついなちゃんと芳姫様♡ 令和・小山氏の乱!!の巻」（ついなちゃん、腰元（おつい）、宮犬丸） - 小山西口まつり他イベント配布ドラマCD

### オーディオドラマ
2000年代
- 蒼空のフロンティア「女王候補と十二星華」（2009年、テティス レジャ）

2010年代
- 鬼っ子ハンターついなちゃん（2016年 - 2020年、ついなちゃん、滝夜叉姫、木更津ういな 他）
- 見習いメイドはビター＆スイート!?（2019年、美月）

2020年
- オクターブガールズ 〜チップチューン 箱守八千代〜（箱守八千代）
- 猫カフェ店員と過ごす、な～んにもしない時間（猫カフェ店員）

2021年
- ダークウェブちゃんのいけないIT講座（ダークウェブちゃん）
- とろけるカノジョ～南條リナ～（南條リナ）
- 秘密のサロンと元気メイド（イーリス）

2022年
- ついなちゃん×熊野古道譚（ついなちゃん）
- #へんだら〜変な悪魔が毎日堕落をけしかけてくるお話〜（ラズリ）

2023年
- 見習いメイドはビター＆スイート!?（美月）

### 吹き替え

#### 映画
- アンビリーバブル（英語版）（DVD）エレナ（少女）
- イノセント・ボイス 12歳の戦場（DVD）（クリスティーナ・マリア）

#### ドラマ
- ザ・ホワイトハウス4（NHK BS2）（ブレア・スプーンアワー）
- スイート・ライフ（ディズニー・チャンネル）（レベッカ）

#### アニメ
- おさるのジョージ（劇場版）タマラ

### デジタルコミック
- 妄想乙女（藤波ちひろ）（少女コミック付録DVD/2005年3・4号）

### CM
- 金長神社応援ボイスおよびついなちゃんコラボCM（ついなちゃん）
- 吉祥草寺応援・小角奈祭告知CM（ついなちゃん）

### ナレーション
- 月刊ドラゴンマガジン（TVCF）
- マッスル♂エクササイズ!（CD）
- シスター・プリンセスRePureストーリーII（TVCF）

### ラジオ
- ドン舞Club（ラジオ関西：2001年10月 - 2003年11月）
- 南池袋公園裏まいやん放送局（ツーファイブ公式サイト：2004年3月 - 2005年4月）
- RADIOアニメロミックス（文化放送、東海ラジオ放送、ABCラジオ：2004年4月3日 - 2005年10月1日）
- 花右京メイド隊La verite　れもん・まろん・めろんのお世話します！（文化放送：2004年）
- ムギュッと!双恋（文化放送、東海ラジオ放送、ラジオ大阪：2004年7月 - 2005年3月）
- 外道乙女隊放送局（音泉：2005年4月4日 - 12月26日、全39回）
- フタコイ メルっと・コレクティブ（「フタコイ オルタナティブ」ホームページ内：2005年5月 - 8月）
- 魔法少女ベホイミの新感覚癒し研究室（アニメ公式サイト内：2005年11月7日 - 2006年2月2日、全13回）
- 江ノ島ベイビィラジオ（江ノ島ベイビィ公式サイト内：2006年8月5日 - 12月2日、全9回）
- こじからじお（BEAT☆Net Radio!：2007年8月31日 - 2009年6月26日）
- ストライクウィッチーズ スターライトストリーム（ラジオ大阪：2010年1月7日 - 12月 ）
- 501st JFW.OA〜第五〇一統合戦闘航空団公式放送〜（音泉、HiBiKi Radio Station：2011年3月10日 - 2016年2月25日）
- Fate/kaleid liner イリヤと凛のプリズマナイト!（音泉：2013年6月26日 - 2014年2月5日）
- Fate/kaleid liner イリヤとクロのプリズマナイト!ツヴァイ!（音泉：2014年6月25日 - 10月1日 ）[113]
- Fate/kaleid liner イリヤと凛のプリズマナイト ツヴァイ ヘルツ!（音泉：2014年10月29日 - 2015年5月27日）[114]
- Fate/kaleid liner イリヤと美遊のプリズマ☆ナイト ツヴァイ ヘルツ!（音泉：2015年6月10日 - 10月21日）[115]
- 門脇舞以と大辺璃紗季のﾄﾞﾙﾙｩｯのコーナー!（2016年8月-）

### Web番組
- わいわいネットキャラバン!（インターネットTV、2001年10月 - 2002年6月）
- 清水愛・門脇舞のあいまい@（インターネットTV、2002年7月 - 2003年3月）
- らぐジェネ 第6回ゲスト
- ゲッチャ2 （HitPops、2008年12月18日）
- 「人気声優 門脇舞以がキミの書き込みに答える!読み上げる!〜ニコニコ市場インストアイベント〜PUNKな桃の節句だぜ!」（ニコニコ生放送、2009年3月3日）
- AHS公式生放送 第150回（YouTubeライブ、2019年10月3日）

### テレビ番組
- 花の声優界! スター☆ボウリング プロダクション対抗ゲキ投 SP
- まんとら〜マンガ虎の穴〜 ゲスト
- ザ☆ネットスター! ゲスト
- MAG・ネット ゲスト

### 映像商品
- First Cast 声優編 Vol.01
- アニフェス2004冬祭り〜下級生2＆らいむいろ流奇譚X イベントDVD〜（2005年3月25日）
- 下級生はらいむいろ〜ラジオじゃないラジオ〜 らいむいろ流奇譚X PART 全3巻（2005年）
- 魔法先生ネギま! 麻帆良学園中等部2-A：一学期特典DVD 麻帆良学園中等部2-A：入学式
- 魔法先生ネギま! 麻帆良学園中等部2-A：二学期特典DVD 麻帆良学園中等部2-A：一学期終業式
- 魔法先生ネギま! 麻帆良学園中等部2-A：ホームルーム

### 舞台
- モラトリアムパンツ「世界の果ては、パンツの果てだ」（翠）（2016年4月12日 - 15日、全6公演）
- 乙女企画クロジ☆「エンガワノクラゲ」（多美〈少女〉）（2010年5月13日 - 16日、全7公演）
- 新あっぷるず朗読劇 悟りとサソリとパンケーキ （マイ隊員）（2004年5月3日、全2公演）

### 連載
- THE 見習い（雑誌「月刊声優グランプリ」にてコラム連載）（2002年2月 - 2003年1月号）全12回
- RETAS! LITE Debut（アニメーション制作ソフト体験レポート）（2003年4月 - 9月）
- まんが魂すみろっく（とらのあな情報誌「とらだよ。」にてイラスト&コラム連載中）（36号/2004年1月 - 2011年）
- maita's photo&story（雑誌「VOICE Newtype」にてショートストーリー）（8号/2005年1月 - 2007年3月）
- ＜図解＞ みんなで作るマイタノアタマ（携帯サイト「ケータイアニメディア」にてコラム連載中）（2005年1月 - 2010年12月）
- 1分書評（文芸春秋社「本のWEB」にて書評連載）（2015年12月 - ）

### パチンコ
- パチスロろくでなしBLUES（2011年、槙原ひなの）
- CR魔法先生ネギま!（2017年、葉加瀬聡美[116]）

### その他コンテンツ
- Gamers Guardian Fairies（新宿店守護妖精・菫）
- とらのあな（すみろ（DVD「タイガードラマ」CD「タイガーサマー」）
- シュラキ（モニカ）
- 夢みてナイト!（maita名義で主題歌「夢みてナイト」を歌っている）
- プリントクラブ ピ〜チッ!（アミューズメントマシーン音声）
- プリントクラブ くっきぃ〜（アミューズメントマシーン音声）
- 第一回、第二回・ゴールデンタイガーアワード コミック&ノベル大賞授賞式 ゲスト
- 富士見書房新春会 司会
- 第2回ノベルジャパン大賞・HJ文庫新刊2周年記念パーティー&授賞式 プレゼンター
- 角川書店新春感謝会 司会
- ねんどろいど（海上じえいたん付属パンダフィギュア原型製作）
- マイタフォトブ（写真集、コミックマーケット77「MAITABLOG」）[注 4]
- TAKAMICHI SUMMER WORKS（「セミ」）
- ストライクウィッチーズアラーム〜サーニャ編〜（サーニャ・V・リトヴャク）
- ついなちゃん（日本鬼子ぷろじぇくと所属、吉祥草寺公認キャラクター）[117]
  - VOICEROID2 ついなちゃん
    - 同梱ボイスドラマ 鬼っ子ハンターついなちゃん「四つ目と百目!! 大前神社で鬼やら〜い!の巻」（ついなちゃん）
- お助けキャラに彼女がいるわけないじゃないですか ヒロインボイス（庄川真帆[118]）
- プリズマ☆イリヤ アラーム（イリヤスフィール・フォン・アインツベルン）
- Fate/kaleid liner プリズマ☆イリヤ ドライ!! (10) 特装版（イラストギャラリーゲスト作家）

## ディスコグラフィ

### シングル
| 枚  | 発売日        | タイトル                 | 規格品番   | 最高位/備考 |
| --- | ------------- | ------------------------ | ---------- | ----------- |
| 1st | 2003年4月4日  | メガパンダ               | TRCD-10032 |             |
| 2nd | 2004年1月30日 | 空のシズク               | TRCD-10041 | 全曲作詞    |
| 3rd | 2005年9月8日  | ヒャクマンボルトSHOWTIME | TRCD-10053 | 全曲作詞    |

### アルバム
| 枚  | 発売日       | タイトル     | 規格品番   | 最高位/備考 |
| --- | ------------ | ------------ | ---------- | ----------- |
| 1st | 2004年8月6日 | マイタリズム | TRCD-10044 | 全曲作詞    |

### ユニット
KiraKira☆メロディ学園
- KiraKira☆メロディ学園 1学期（シングル、1999年7月24日）

TAMAGO
- 着メロは歌わない（シングル、2004年10月27日、KICM-93086）
- 3D HEART（シングル、2005年3月24日、KICM-3103）
- タマゴロミックス（アルバム、※2曲作詞）

tutu
- Coppelia（2010年12月31日コミックマーケット79「MAITABLOG」、TUCD-0001） 山本美禰子とのユニット

### 作詞提供
- 天宮琴音のオンラインゲームラジオCD
  - 「あかいろ坂道」
- Fate/EXTRA CCC ルナティックステーション2013
  - 間桐桜（下屋則子）「願い」
  - パッションリップ（小倉唯）「dreamin’」
  - キャスター（斎藤千和）「花嵐ノ記」
  - メルトリリス（早見沙織）「哭」
  - セイバー（丹下桜）「GRAND」
  - エリザベート（大久保瑠美）「AKOGARE∞TION」

### キャラクターソング
| 発売日   | 商品名                                                                                                  | 歌 | 楽曲                                                 | 備考                                                                     |
| 2004年   | 2004年                                                                                                  | 2004年 | 2004年                                               | 2004年                                                                   |
| -------- | --- | --- | ---------------------------------------------------- | ------------------------------------------------------------------------ |
| 5月1日   | 出席番号のうた                                                                                          | 麻帆良学園中等部2-A | 「出席番号のうた」                                   | テレビアニメ『魔法先生ネギま!』関連曲                                    |
| 7月22日  | 魔法先生ネギま！ 声のクラスメイトシリーズ 10月：科学と肉まん                                            | 超鈴音（大沢千秋）、葉加瀬聡美（門脇舞）、四葉五月（井ノ上ナオミ） | 「恋の面積」 「恋の面積（Remix ver.）」              | テレビアニメ『魔法先生ネギま!』関連曲                                    |
| 8月25日  | 双恋 キャラクターコレクション#3 白鐘沙羅&白鐘双樹                                                       | 白鐘沙羅（水橋かおり）、白鐘双樹（門脇舞） | 「ユメでしょウソでしょ？」 「夢の雫物語」            | ゲーム『双恋 -フタコイ-』関連曲                                          |
| 9月23日  | 甘辛日夜〜Ama-Kara Night&Day〜                                                                          | 桜月キラ（伊月ゆい）、桜月ユラ（綱掛裕美）、一条薫子（堀江由衣）、一条菫子（小清水亜美）、白鐘沙羅（水橋かおり）、白鐘双樹（門脇舞）、雛菊るる（長谷川静香）、雛菊らら（落合祐里香）、千草初（吉住梢）、千草恋（桑谷夏子）、桃衣愛（たかはし智秋）、桃衣舞（三五美奈子） | 「甘辛日夜 〜Ama-Kara Night & Day〜」 「宝物」       | テレビアニメ『双恋』イメージソング                                       |
| 12月22日 | FU・WA・RI 告白！                                                                                       | 桜月キラ（伊月ゆい）、桜月ユラ（綱掛裕美）、一条薫子（堀江由衣）、一条菫子（小清水亜美）、白鐘沙羅（水橋かおり）、白鐘双樹（門脇舞）、雛菊るる（長谷川静香）、雛菊らら（落合祐里香）、千草初（吉住梢）、千草恋（桑谷夏子）、桃衣愛（たかはし智秋）、桃衣舞（三五美奈子） | 「FU・WA・RI 告白！」                                | ゲーム『双恋 -フタコイ-』オープニングテーマ                              |
| 12月22日 | FU・WA・RI 告白！                                                                                       | 桜月キラ（伊月ゆい）、桜月ユラ（綱掛裕美）、一条薫子（堀江由衣）、一条菫子（小清水亜美）、白鐘沙羅（水橋かおり）、白鐘双樹（門脇舞）、雛菊るる（長谷川静香）、雛菊らら（落合祐里香）、千草初（吉住梢）、千草恋（桑谷夏子）、桃衣愛（たかはし智秋）、桃衣舞（三五美奈子） | 「わいわいLove balloon」                             | ゲーム『双恋 -フタコイ-』イメージソング                                  |
| 2005年   | | |                                                      |                                                                          |
| 6月8日   | ハッピー☆マテリアル 5月度                                                                               | 麻帆良学園中等部2-A | 「ハッピー☆マテリアル」                              | テレビアニメ『魔法先生ネギま!』オープニングテーマ                        |
| 7月6日   | 恋泥棒ごっこ                                                                                            | 桜月キラ（伊月ゆい）、桜月ユラ（綱掛裕美）、一条薫子（堀江由衣）、一条菫子（小清水亜美）、白鐘沙羅（水橋かおり）、白鐘双樹（門脇舞）、雛菊るる（長谷川静香）、雛菊らら（落合祐里香）、千草初（吉住梢）、千草恋（桑谷夏子）、桃衣愛（たかはし智秋）、桃衣舞（三五美奈子） | 「恋泥棒ごっこ」                                     | ゲーム『フタコイ オルタナティブ 恋と少女とマシンガン』オープニングテーマ |
| 7月6日   | 恋泥棒ごっこ                                                                                            | 白鐘沙羅（水橋かおり）、白鐘双樹（門脇舞） | 「笑顔のそらで会いましょう」                         | ゲーム『フタコイ オルタナティブ 恋と少女とマシンガン』エンディングテーマ |
| 8月3日   | ハッピー☆マテリアル/輝く君へ〜Peace                                                                     | 麻帆良学園中等部2-A | 「ハッピー☆マテリアル 31人ver.・TVサイズ」           | テレビアニメ『魔法先生ネギま！』オープニングテーマ                       |
| 8月3日   | ハッピー☆マテリアル/輝く君へ〜Peace                                                                     | 麻帆良学園中等部2-A | 「輝く君へ〜Peace」                                  | テレビアニメ『魔法先生ネギま！』エンディングテーマ                       |
| 10月26日 | ムーンライト・ラブ                                                                                      | 桃月学園1年で〜組 | 「ムーンライト・ラブ」                               | テレビアニメ『ぱにぽにだっしゅ！』エンディングテーマ                     |
| 10月26日 | ぱにぽにだっしゅ! キャラクターボーカルアルバム 学園天国（ガクエンパラダイス）                           | ベホイミ（門脇舞） | 「癒し系魔法少女ベホイミ」                           | テレビアニメ『ぱにぽにだっしゅ！』エンディングテーマ                     |
| 12月22日 | びんちょうタン キャラクターCD Vol.2 ちくタン&れんタン                                                   | ちくタン（門脇舞） | 「あしたてんきになぁーれ」                           | 『びんちょうタン』関連曲                                                 |
| 2006年   | | |                                                      |                                                                          |
| 2月24日  | びんちょう音頭                                                                                          | ちくタン（門脇舞） | 「びんちょう音頭」                                   | テレビアニメ『びんちょうタン』エンディングテーマ                         |
| 2007年   | | |                                                      |                                                                          |
| 1月24日  | ネギま!? 1000%BOX                                                                                       | 絡繰茶々丸（渡辺明乃）、エヴァンジェリン・A・K・マクダウェル（松岡由貴）、葉加瀬聡美（門脇舞以） | 「1000%SPARKING!」                                   | テレビアニメ『ネギま!?』オープニングテーマ                               |
| 1月24日  | ネギま!? 1000%BOX                                                                                       | 絡繰茶々丸（渡辺明乃）、エヴァンジェリン・A・K・マクダウェル（松岡由貴）、葉加瀬聡美（門脇舞以） | 「A-LY-YA!」                                         | テレビアニメ『ネギま!?』エンディングテーマ                               |
| 1月24日  | ネギま!? 1000%BOX                                                                                       | 絡繰茶々丸（渡辺明乃）、エヴァンジェリン・A・K・マクダウェル（松岡由貴）、葉加瀬聡美（門脇舞以） | 「1000%SPARKING!〈ビッグバンドミックス〉」           | テレビアニメ『ネギま!?』関連曲                                           |
| 3月7日   | ネギま!? うたのCD（2）                                                                                  | 葉加瀬聡美（門脇舞以）、超鈴音（高本めぐみ）、四葉五月（井ノ上ナオミ） | 「GO! GO! マイスターズ！」                           | テレビアニメ『ネギま!?』関連曲                                           |
| 3月28日  | Fate/stay night キャラクターイメージソング IV：イリヤ                                                   | イリヤ（門脇舞以） | 「月の涙」 「月の涙 NUMBER201 Re-mix」               | テレビアニメ『Fate/stay night』関連曲                                    |
| 9月26日  | ネギま!? ベストアルバム                                                                                 | 麻帆良学園中等部3-A+ネギ・スプリングフィールド | 「Hello Again」                                      | テレビアニメ『ネギま!?』関連曲                                           |
| 10月24日 | れっつ！おひめさまだっこ/オトメチック初心者でーす                                                       | 九重りん（喜多村英梨）、鏡黒（真堂圭）、宇佐美々（門脇舞以） | 「れっつ！おひめさまだっこ」                         | テレビアニメ『こどものじかん』オープニングテーマ                         |
| 10月24日 | れっつ！おひめさまだっこ/オトメチック初心者でーす                                                       | 九重りん（喜多村英梨）、鏡黒（真堂圭）、宇佐美々（門脇舞以） | 「オトメチック初心者でーす」                         | OVA『こどものじかん』オープニングテーマ                                  |
| 11月12日 | Fate/stay night キャラクターイメージソング スペシャル：藤村大河&イリヤ                                  | 藤村大河（伊藤美紀）、イリヤ（門脇舞以） | 「We are トラぶる」                                  | テレビアニメ『Fate/stay night』関連曲                                    |
| 11月28日 | ユビキリ                                                                                                | 月村真由（門脇舞以）、北条麗華（沢城みゆき） | 「ユビキリ」                                         | テレビアニメ『ご愁傷さま二ノ宮くん』オープニングテーマ                   |
| 11月28日 | ユビキリ                                                                                                | 月村真由（門脇舞以）、北条麗華（沢城みゆき） | 「ふれふれっぽんぽん！」                             | テレビアニメ『ご愁傷さま二ノ宮くん』エンディングテーマ                   |
| 12月26日 | こどものじかん キャラクターソングVol.3 宇佐美々                                                         | 宇佐美々（門脇舞以） | 「らぶゆれ♪ゆれぶら」 「れっつ！おひめさまだっこ」   | テレビアニメ『こどものじかん』関連曲                                     |
| 2008年   | | |                                                      |                                                                          |
| 6月25日  | 恋愛自由少女♀                                                                                           | PNGN6 | 「恋愛自由少女♀」                                    | Webアニメ『ペンギン娘』オープニングテーマ                                |
| 8月27日  | ハッピー☆マテリアル リターン                                                                            | 麻帆良学園中等部3-A | 「ハッピー☆マテリアル リターン」                     | OAD『魔法先生ネギま! 〜白き翼 ALA ALBA〜』オープニングテーマ             |
| 8月27日  | ハッピー☆マテリアル リターン                                                                            | 麻帆良学園中等部3-A | 「輝く君へ」                                         | OAD『魔法先生ネギま! 〜白き翼 ALA ALBA〜』エンディングテーマ             |
| 8月27日  | ハッピー☆マテリアル リターン                                                                            | 麻帆良学園中等部3-A | 「A-LY-YA」                                          | テレビアニメ『ネギま!?』関連曲                                           |
| 10月8日  | ストライクウィッチーズ エンディング・テーマ コンプリート・コレクション                                  | サーニャ・V・リトヴャク（門脇舞以）、エイラ・イルマタル・ユーティライネン（仲井絵里香） | 「ブックマーク ア・ヘッド」                          | テレビアニメ『ストライクウィッチーズ』エンディングテーマ                 |
| 10月8日  | ストライクウィッチーズ エンディング・テーマ コンプリート・コレクション                                  | 宮藤芳佳（福圓美里）、坂本美緒（千葉紗子）、リネット・ビショップ（名塚佳織）、ペリーヌ・クロステルマン（沢城みゆき）、ミーナ・ディートリンデ・ヴィルケ（田中理恵）、ゲルトルート・バルクホルン（園崎未恵）、エーリカ・ハルトマン（野川さくら）、フランチェスカ・ルッキーニ（斎藤千和）、シャーロット・E・イェーガー（小清水亜美）、サーニャ・V・リトヴャク（門脇舞以）、エイラ・イルマタル・ユーティライネン（仲井絵里香） | 「ブックマーク ア・ヘッド」                          | テレビアニメ『ストライクウィッチーズ』エンディングテーマ                 |
| 2009年   | | |                                                      |                                                                          |
| 1月21日  | 1,2,3 Day                                                                                               | Little Non / コーラス：九重りん（喜多村英梨）、鏡黒（真堂圭）、宇佐美々（門脇舞以） | 「1,2,3 Day」                                        | OVA『こどものじかん 2学期』エンディングテーマ                            |
| 2月20日  | こどものじかん 2学期 1科目 特典CD                                                                       | 九重りん（喜多村英梨）、鏡黒（真堂圭）、宇佐美々（門脇舞以） | 「よりどりプリンセス」                               | Webラジオ『こじからじお 2学期』オープニングテーマ                        |
| 3月18日  | ストライクウィッチーズ 秘め歌コレクション2 サーニャ・V・リトヴャク&エイラ・イルマタル・ユーティライネン | サーニャ・V・リトヴャク（門脇舞以） | 「twinkle star」 「ブックマーク ア・ヘッド」         | テレビアニメ『ストライクウィッチーズ』関連曲                             |
| 3月18日  | ストライクウィッチーズ 秘め歌コレクション2 サーニャ・V・リトヴャク&エイラ・イルマタル・ユーティライネン | サーニャ・V・リトヴャク（門脇舞以）、エイラ・イルマタル・ユーティライネン（仲井絵里香） | 「Sweet Duet」 「黒い瞳」                            | テレビアニメ『ストライクウィッチーズ』関連曲                             |
| 3月25日  | かのこん・ないすばでぃ                                                                                  | 蓮（門脇舞以）、藍（仲西環） | 「Pure my heart」                                    | テレビアニメ『かのこん』関連曲                                           |
| 4月24日  | こどものじかん 2学期 3科目 特典CD                                                                       | 宇佐美々（門脇舞以） | 「マシュマロティック」                               | OVA『こどものじかん 2学期』関連曲                                        |
| 2010年   | | |                                                      |                                                                          |
| 9月22日  | ロロナのアトリエ キャラクターソングアルバム 〜カナリア〜                                                | ロロライナ・フリクセル（門脇舞以） | 「アルケミストに花束を」                             | ゲーム『ロロナのアトリエ 〜アーランドの錬金術士〜』関連曲                |
| 10月20日 | Over Sky                                                                                                | エイラ・イルマタル・ユーティライネン（大橋歩夕）、サーニャ・V・リトヴャク（門脇舞以） | 「Over Sky」                                         | テレビアニメ『ストライクウィッチーズ2』エンディングテーマ                |
| 10月20日 | Over Sky                                                                                                | 宮藤芳佳（福圓美里）、坂本美緒（世戸さおり）、ミーナ・ディートリンデ・ヴィルケ（田中理恵）、ペリーヌ・クロステルマン（沢城みゆき）、リネット・ビショップ（名塚佳織）、エーリカ・ハルトマン（野川さくら）、ゲルトルート・バルクホルン（園崎未恵）、フランチェスカ・ルッキーニ（斎藤千和）、シャーロット・E・イェーガー（小清水亜美）、サーニャ・V・リトヴャク（門脇舞以）、エイラ・イルマタル・ユーティライネン（大橋歩夕） | 「Over Sky」                                         | テレビアニメ『ストライクウィッチーズ2』エンディングテーマ                |
| 2013年   | | |                                                      |                                                                          |
| 10月23日 | Fate/kaleid liner プリズマ☆イリヤ キャラソンミニアルバム Prisma☆Musica                                  | イリヤスフィール・フォン・アインツベルン（門脇舞以） | 「プリズム☆シャイニーデイ」                          | テレビアニメ『Fate/kaleid liner プリズマ☆イリヤ』関連曲                  |
| 2014年   | | |                                                      |                                                                          |
| 10月29日 | Fate/kaleid liner プリズマ☆イリヤ ツヴァイ！ キャラクターソング Prisma☆Love Parade vol.1                | イリヤスフィール・フォン・アインツベルン（門脇舞以）、クロエ・フォン・アインツベルン（斎藤千和） | 「PARALLEL CONTRAST」                                | テレビアニメ『Fate/kaleid liner プリズマ☆イリヤ ツヴァイ！』関連曲       |
| 12月24日 | Fate/kaleid liner プリズマ☆イリヤ ツヴァイ！ キャラクターソング Prisma☆Love Parade vol.2                | イリヤスフィール・フォン・アインツベルン（門脇舞以）、美遊・エーデルフェルト（名塚佳織） | 「RESONATING VOICE」                                 | テレビアニメ『Fate/kaleid liner プリズマ☆イリヤ ツヴァイ！』関連曲       |
| 2021年   | | |                                                      |                                                                          |
| 6月2日   | Fate/Grand Carnival 1st Season 完全生産限定版特典CD                                                     | マシュ・キリエライト（高橋李依）、ニトクリス（田中美海）、エリザベート・バートリー（大久保瑠美）、酒呑童子（悠木碧）、茨木童子（東山奈央）、女王メイヴ（佐倉綾音）、アタランテ（早見沙織）、謎のヒロインX（川澄綾子）、イシュタル（植田佳奈）、ネロ・クラウディウス（丹下桜）、シトナイ（門脇舞以） | 「すーぱー☆あふぇくしょん」                          | OVA『Fate/Grand Carnival』オープニングテーマ                             |
| 2023年   | | |                                                      |                                                                          |
| 8月30日  | はっする∞らびりんす!! 〜おこたみより愛を込めて〜 〜GRANBLUE FANTASY〜                                   | ルナール（大久保瑠美）、シェロカルテ（加藤英美里）、マキラ（門脇舞以）、メリッサベル（三上枝織）、ミラオル（大西沙織）、ザーリリャオー（山下七海） | 「はっする∞らびりんす!! 〜おこたみより愛を込めて〜」 | ゲーム『グランブルーファンタジー』関連曲                                 |
| 8月30日  | はっする∞らびりんす!! 〜おこたみより愛を込めて〜 〜GRANBLUE FANTASY〜                                   | マキラ（門脇舞以）、メリッサベル（三上枝織） | 「はっする∞らびりんす!! 〜おこたみより愛を込めて〜」 | ゲーム『グランブルーファンタジー』関連曲                                 |